# Winterbed

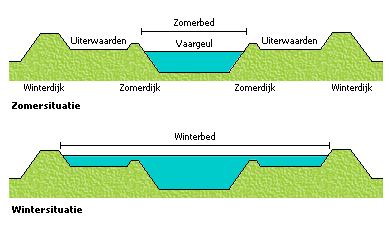
Doorsnede van een rivierbedding

Het winterbed of winterbedding is de bedding van een rivier, die doorgaans door de rivier wordt ingenomen in de winter. Hierbij moet gebruik worden gemaakt van hoge dijken op een redelijke afstand van de rivier.
Gedurende de winter is er meestal een grotere toevoer van water dan in de zomer, waardoor de rivier buiten het zomerbed kan treden. Het zogenaamde winterbed zorgt er dan voor dat de rivier gereguleerd blijft.
De delen die niet overstromen gedurende de zomer worden de uiterwaarden genoemd. Meestal wordt dit gebied als grasland gebruikt, omdat gewassen zouden beschadigen als het winterbed door de rivier gebruikt wordt. In Vlaanderen is men echter vanaf de tweede helft van de 20e eeuw massaal gaan verkavelen in gebieden die toebehoren aan de winterbedding van een rivier.